# 紀元前373年
紀元前373年（きげんぜん373ねん）は、ローマ暦の年である。
当時は、「執政武官も執政官もいない3年目の年」として知られていた（もしくは、それほど使われてはいないが、ローマ建国紀元381年）。紀年法として西暦（キリスト紀元）がヨーロッパで広く普及した中世時代初期以降、この年は紀元前373年と表記されるのが一般的となった。

## 他の紀年法
- 干支 : 戊申
- 日本
  - 皇紀288年
  - 孝安天皇20年
- 中国
  - 周 - 烈王3年
  - 秦 - 献公12年
  - 晋 - 孝公16年
  - 楚 - 粛王8年
  - 斉 - 桓公2年
  - 燕 - 簡公42年
  - 趙 - 成侯2年
  - 魏 - 武侯23年
  - 韓 - 懿侯2年
- 朝鮮
  - 檀紀1961年
- ベトナム :
- 仏滅紀元 : 172年
- ユダヤ暦 :

## できごと

### ペルシア帝国
- アケメネス朝ペルシア王アルタクセルクセス2世が、エジプトにおける支配権の奪還を目指して再征服に乗り出す。遠征の指揮はファルナバゾスが執った。当初、侵攻は順調に進み、ペルシア側のギリシア人傭兵隊は、メンフィスへと攻め寄せた。しかし、エジプト王ネクタネボ1世は、軍勢を集め、ペルシア勢の侵攻に反撃することができた。

### ギリシア
- イピクラテスが率いたアテナイ軍は、スパルタに攻城戦を仕掛けられていたコルキュラを救った。
- 古代ギリシアの都市ヘリケ (Helike) が、大地震と津波によって壊滅した[1]。
- デルポイのアポローン神殿が地震で破壊された。

### 中国
- 燕が斉軍を林狐で破った。
- 魯が斉を攻撃し、陽関に入った。
- 魏が斉を攻撃し、博陵に達した。

## 死去
- 燕の簡公